# Ordubad (raion)
Ordubad est l'une des 78 subdivisions de l'Azerbaïdjan ; sa capitale se nomme Ordubad. Ce raion est situé dans l'exclave azerbaïdjanaise du Nakhitchevan.